# Natálie Císařovská
Natálie Císařovská (* 3. března 1988, Praha) je česká režisérka, dokumentaristka a scenáristka.

## Život
Je vnučkou Josefa Císařovského, českého malíře, historika umění a signatáře Charty 77. Absolvovala obor historie na Filozofické fakultě Univerzity Karlovy a obor dokumentární režie na Filmové a televizní fakultě Akademie múzických umění.

## Tvorba
Jako režisérka se věnuje dokumentárním filmům s aktuálními společenskými tématy.
Během studií na FAMU natočila i několik krátkých hraných filmů. Roku 2014 byla nominována na cenu Magnesia za nejlepší studentský film za snímek Hodina mezi psem a vlkem. Hrané tvorbě se věnovala i po skončení studií. Roku 2020 natočila krátkometrážní film Francek o mládí Františka Kupky a v roce 2023 měl premiéru její debutový celovečerní hraný film Její tělo, který vypráví příběh české sportovkyně a pornoherečky Andrey Absolonové.
Pravidelně také spolupracuje s Českou televizi, pro niž natáčí filmy v rámci dokumentárních cyklů Nedej se a Náš venkov. Podílela se také na dokumentárním seriálu Queer.

## Filmografie
- Lovci a sběrači (2011)
- Film jako Brno (2011)
- Džihád masem (2011)
- Loicu, vitej! (2012)
- Karel Lampa (2013)
- Hodina mezi psem a vlkem (2014)
- Jessica Horváthová (2014)
- Kolem Mileny Jesenské (2018)
- Francek (2020)[5]
- Její tělo (2023)[6][7][8]